# Bleuette Bernon
Pour les articles homonymes, voir Bernon.
Léontine Ernestine Gauché, dite Bleuette Bernon, est une artiste lyrique et une actrice française du cinéma muet, née le 6 juin 1878 dans le 14e arrondissement de Paris, et morte le 15 juin 1937 à Saint-Maur-des-Fossés,.
Elle est connue presque uniquement pour ses rôles dans huit des films de Georges Méliès.
Bleuette Bernon est la mère de la comédienne Marianne Cantrelle (1900-1972) et la grand-mère de l'actrice Jacqueline Cantrelle (1927-1994).

## Biographie
On ignore dans quelles circonstances cette brodeuse, fille naturelle d'une modeste fleuriste du boulevard de Bonne-Nouvelle, est devenue artiste de café-concert. Ce que l'on sait c'est qu'au moment de son premier mariage en 1898,, elle exerçait encore son métier et que l'année suivante elle tournait déjà son premier film avec Méliès. Par contre, elle est bien déclarée « artiste lyrique » sur l'acte de naissance de sa fille le 4 septembre 1900.
Si Georges Méliès ne l'avait pas repérée un soir de 1899 dans son tour de chant au cabaret l'Enfer, Bleuette Bernon aurait sans doute sombré aujourd'hui dans l'oubli le plus total.
Ce n'est pas bien sûr sa voix qui la fit remarquer puisqu'il s'agissait de tourner dans des films sans paroles, mais plutôt son allure ainsi que sa façon d'évoluer et de s'exprimer sur scène.
Georges Méliès lui réservera des premiers rôles dans huit de ses meilleurs longs-métrages entre 1899 et 1909 date à laquelle elle quittera définitivement les plateaux de cinéma pour retrouver la scène des cafés-concerts parisiens comme l'Eldorado ou la Cigale.
Bleuette Bernon fit donc une apparition au cinéma d'autant plus remarquée qu'elle fut sans lendemain. Elle retomba rapidement dans l'anonymat d'où Méliès l'avait tiré quelques années auparavant. Quand sa fille Marianne Thérèse Lacreuse se marie en 1926, Bleuette Bernon demeure rue Caulaincourt.

## Filmographie
Les premiers films dans lesquels elle apparaît sont réalisés à la fin du XIXe siècle. Dénués de scénario, ils ne durent que quelques minutes. Georges Méliès fait évoluer le genre du film de fiction, et Bleuette Bernon devient l'une des premières actrices à interpréter des rôles de personnages historiques ou imaginaires.
Selon Paul Didier (cf. infra), Bleuette Bernon aurait tourné dans quelque 20 films de Georges Méliès. À ce jour, elle n'a été identifiée avec certitude que dans les 8 courts-métrages suivants :
- 1899 : Le Coucher de la mariée, de Georges Méliès : la mariée
- 1899 : Cendrillon, de Georges Méliès : la fée marraine
- 1901 : Barbe-bleue, de Georges Méliès : la fée
- 1902 : Le Voyage dans la Lune, de Georges Méliès : Phœbé
- 1903 : Le Royaume des fées, de Georges Méliès : Aurora
- 1908 : Hallucinations pharmaceutiques, de Georges Méliès : l'assistante du pharmacien
- 1910 : Si j'étais le roi, de Georges Méliès